# Ipomoea chilopsidis
Ipomoea chilopsidis är en vindeväxtart som beskrevs av Standley. Ipomoea chilopsidis ingår i släktet praktvindor, och familjen vindeväxter. Inga underarter finns listade i Catalogue of Life.